# Grete von Urbanitzky
Grete von Urbanitzky (née le 9 juillet 1891 à Linz et morte le 4 novembre 1974 à Genève) est une autrice, traductrice et journaliste autrichienne. 

## Biographie
Ses romans traitent principalement de la position des femmes, notamment des artistes dans la société et le public de l'époque, elle thématise l'homosexualité féminine ainsi que la critique de la morale sexuelle bourgeoise existante. Déjà dans les années 1920, sa réputation s'étend au-delà des frontières de l'Autriche : Máo Dùn, l'un des romanciers les plus importants de la littérature chinoise contemporaine, présente Grete von Urbanitzky comme une jeune écrivaine prometteuse : « Grete von Urbanitzky est la plus célèbre des jeunes écrivaines autrichiennes ».
Malgré ses idées libérales sur la sexualité et les amitiés existantes avec des écrivains juifs tels que Felix Salten, Nelly Sachs et Gertrud Isolani, Grete von Urbanitsky était profondément nationaliste dans l'esprit politique. Elle vit à Berlin à partir de 1933 et fait preuve de solidarité envers les écrivains de nationalité allemande, en refusant notamment de condamner les livres brûlés par les nationaux-socialistes durant le congrès du PEN à Raguse. Cet autodafé par les nationaux-socialistes et sa position initie la scission au sein du club autrichien PEN, qu'elle a cofondée en 1923 et dont elle a été la première secrétaire générale.
Malgré son attitude envers le national-socialisme, certaines de ses œuvres ont été répertoriées en Allemagne dès 1934 et l'ensemble de son œuvre a été interdite en 1941. Après que sa mère est victime de représailles, Grete von Urbanitzky est forcée d'émigrer en France. Elle se distancie alors de sa position précédente sur le national-socialisme. Après la Seconde Guerre mondiale, elle se considère comme une victime du national-socialisme.
Par la suite, elle ne peut s'appuyer sur ses succès littéraires antérieurs et travaille comme correspondante aux Nations unies à Genève, où elle décède en 1974.

## Œuvres (sélection)
- Chanson de haine contre l'Italie, paroles de G. c. Urbanitzky, AR Bleibtreu. Cadre par Artur Löwenstein, Krenn, Vienne 1915.
- L'Autre sang, roman, R. Wunderlich, Leipzig 1920.
- The Flying Bird, poésie, Vienna Literary Institute, Vienne 1920.
- The Emigrants, roman, Vienna Literary Institute, Vienne 1921.
- Die goldene Peitsche, roman, Hermann Haessel, Leipzig 1922. (En ligne à ALO).
- Masques d'amour, nouvelles, Haessel, Leipzig 1922.
- Maria Alborg, roman, Haessel, Leipzig 1923.
- Fils de Mirjam, roman, Engelhorn, Stuttgart 1926.
- Der wilde Garten, roman, Hesse et Becker, Leipzig 1927. (En ligne à ALO ).
- Une femme fait l'expérience du monde, roman, Zsolnay, Berlin-Vienne-Leipzig 1934.
- Retour à l'amour, roman, Zsolnay, Berlin 1935.
- Nina, roman, Zsolnay, Berlin 1935.
- Karin et le monde des hommes, roman, Zsolnay, Berlin 1937.
- Cela a commencé en septembre, roman, Scherz Verlag, Berne 1940.
- Rencontre à Alassio, roman, Neues Österreich, Vienne 1951.

En plus de son propre travail, elle réalise plusieurs traductions de l'anglais, de l'italien et du français, et d'autres. 